# 阿尔通阿
阿尔通阿（1580年—1609年），舒尔哈齐长子，努尔哈赤侄子，母嫡福晋佟佳氏。生于万历八年三月初五日卯时。万历三十七年十月因与父亲叛乱被伯父努尔哈赤处死，并除去宗室身份，（虚岁）享年三十。乾隆帝为其重新赐与觉罗身份。其嫡妻为佟佳氏阿古礼墨尔根之女。有一子舒尔赫宜（1600年-1634年）。